# 紐厄爾 (北卡羅萊納州)
紐厄爾（英語：Newell）是位於美國北卡羅萊納州梅克倫堡縣的非建制地區。

## 歷史
紐厄爾的郵局自1882年營運至今。

## 地理
紐厄爾所處的海拔為高於海平面230米（即755英呎），而該地所採用的時區為UTC-5，即北美东部时区（EST）。同時該地設有夏令時間，為UTC-5調快一小時，即UTC-4（EDT）。